# Carpobrotus acinaciformis
Carpobrotus acinaciformis é uma espécie de planta com flor pertencente à família Aizoaceae. 
A autoridade científica da espécie é (L.) L.Bolus, tendo sido publicada em Flowering Plants of South Africa 7 1927.

## Portugal
Trata-se de uma espécie presente no território português, nomeadamente em Portugal Continental.
Em termos de naturalidade é introduzida na região atrás indicada.

## Protecção
Não se encontra protegida por legislação portuguesa ou da Comunidade Europeia.